# Kæledyrenes hemmelige liv
Kæledyrenes hemmelige liv (originaltitel The Secret Life of Pets) er en amerikansk computeranimationsfilm fra 2016, produceret af Illumination Entertainment og udgivet af Universal Pictures.

## Medvirkende
| Rolle    | Engelsk           | Dansk                        |
| -------- | ----------------- | ---------------------------- |
| Max      | Louis C.K.        | Anders Matthesen             |
| Duke     | Eric Stonestreet  | Amin Jensen                  |
| Snefnug  | Kevin Hart        | Mick Øgendahl                |
| Glitter  | Jenny Slate       | Christiane Schaumburg-Müller |
| Katie    | Ellie Kemper      | Neel Rønholt                 |
| Chloë    | Lake Bell         | Trine Dyrholm                |
| Pops     | Dana Carvey       | Jacob Haugaard               |
| Buddy    | Hannibal Buress   | Janus Nabil Bakrawi          |
| Mel      | Bobby Moynihan    | Uffe Holm                    |
| Tiberius | Albert Brooks     | Max Hansen                   |
| Ozone    | Steve Coogan      | Donald Andersen              |
| Tattoo   | Michael Beattie   | Ruben Søltoft                |
| Derick   | Jim Cummings      | Brian Mørk                   |
| Norman   | Chris Renaud      | Søren Fauli                  |
| Maria    | Sandra Echeverria | Vicki Berlin                 |
| Fernando | Jaime Camil       | Silas Holst                  |
| Molly    | Kiely Renaud      |                              |
| Piphans  | Tara Strong       |                              |